# Elio Gustinetti
Elio Gustinetti (nacido un 29 de marzo de 1955 en Bérgamo) es un entrenador de fútbol Italiano

## Biografía
Gustinetti comenzó su carrera como entrenador en 1988 con la Serie C1 del club Leffe, donde condujo al equipo al tercer lugar de Liga, al año siguiente llega al Albinese, tras estar 3 año dirigiendo en el club, deja el puesto al quedar en Serie C2 en la 10º ubicación el año 1992. En 1994 tras no estar dirigendo a ningún club, es repatriado por el Leffe que en ese momento había vuelto a Serie C1, al año siguiente era contratado por el Lecce en ese momento en Serie C2 estando 2 temporadas y consiguiendo el sexto y segundo lugar respectivamente, consiguiendo el ascenso en su última temporada a Serie C1, ya que ficharía por el Associazione Calcio Lumezzane en 1997 donde ganaría un cupo de play offs de Serie C1 pero no lograrían ascender a Serie B, pese a no haber ascendido, sería contratado por el Reggina Calcio debutando así en Serie B, aunque su primera aventura quedaría en despido, en la temporada siguiente, en 1999-2000 llegaba al Empoli también de Serie B y también concluiría despedido, en la temporada 2000-2001 llegaba al Treviso Foot-Ball Club 1993 pero a fin de temporada no renovaría con el club, porque volvería al AlbinoLeffe que se encontraba en Serie C1, siendo el primer director técnico en la historia del club (se había fusionado el Albino y el Leffe).
En la temporada 2002-2003 consiguió la clasificación historia a Serie B siendo la primera vez que el club recién formado ascendía, en su segunda temporada como club profesional, tras derrotar a Pisa en play offs, las dos temporadas siguientes, en Serie B conduciría al equipo a salvarse del descenso, manteniéndose así en la segunda máxima división de Italia, En 2005 deja al AlbinoLeffe para unirse al Arezzo club recién ascendido a Serie B
En la temporada 2005-2006 increíblemente llevaría al equipo rescién ascendido al séptimo lugar, pro abandonaría al club para unirse a las filas del Crottone donde cuajaría una media temporada sin éxito que lo condujo a la destitución. En 2007 volvió al AlbinoLeffe para sustituir a Emiliano Mondonico su experiencia inicial con el club sería una cosecha de 16 puntos en la primera liga de seis partidos (16 puntos sobre 18.) En el transcurso de la temporada llevaría al AlbinoLeffe a pelear por el ascenso directo a la Serie A sin embargo una racha negativa de 4 derrotas consecutivas, y la mala relación con el presidente del equipo, Gianfranco Andreoletti llevó a ser despedido el día 26 de mayo de 2008 que sería gatillado por una derrota sufrida en casa por 4-0 ante el Rimini Calcio que hacía que matemáticamente quedaran excluidos del ascenso directo, con sólo un partido restante en la temporada regular, quedarían privados de la oportunidad de asistir a los playoffs de ascenso. Fue sustituido por el entrenador juvenil del equipo y el exjugador del equipo Armando Madonna
En junio de 2008 fue anunciado como nuevo director técnico del Grosseto para la temporada 2008/2009, luego de un comienzo muy prometedor, una racha de malos partidos haría que Gustinetti fuera despedido el 15 de febrero del 2009. Fue reemplazado por Enzio Rossi, sin embargo, el 25 de marzo, Gustinetti volvió a estar a la cabeza del Grosseto después de que Rossi se fue desestimado debido a su fracaso y sus paupérrimos resultados, club con el que se encuentra peleando por un cupo para ascender a Serie A

## Clubes Dirigidos
- 1988 - 1989 Leffe
- 1989 - 1992 Albinese
- 1994 - 1995 Leffe
- 1995 - 1997 Lecce
- 1997 - 1998 Lumezzane
- 1998 - 1999 Reggina
- 1999 - 2000 Empoli
- 2000 - 2001 Trevisso
- 2001 - 2005 AlbinoLeffe
- 2005 - 2006 Arezzo
- 2006 - 2007 Crottone
- 2007 - 2008 AlbinoLeffe
- 2008 - 2010 Grosseto
- 2010 Ascoli
- 2011 Spezia
- 2013 Lecce
- 2013-2014 AlbinoLeffe